# Orthoclydon absconditaria
Orthoclydon absconditaria är en fjärilsart som beskrevs av Walker 1863. Orthoclydon absconditaria ingår i släktet Orthoclydon och familjen mätare. Inga underarter finns listade i Catalogue of Life.